# Sovjet Top Liga 1952
In 1952 werd de vijftiende editie van de Sovjet Top Liga gespeeld voor voetbalclubs uit Sovjet-Unie, in deze tijd heette de competitie nog Klasse A. De competitie werd gespeeld van 11 juli tot 29 september. Spartak Moskou werd kampioen.
De Olympische Spelen in Helsinki hadden hun weerslag op de Sovjetcompetitie. Het land werd al snel uitgeschakeld door Joegoslavië, waarmee de Sovjet-Unie al jaren een politiek conflict mee had en dit werd dan ook als een ramp gezien in het land. De uitschakeling had zware gevolgen voor titelverdediger CDSA Moskou. Lavrenti Beria chef van de geheime dienst en erevoorzitter van Dinamo Moskou zag een uitgelezen kans om met de concurrent af te rekenen en de club als zondebok aan te duiden voor de nederlaag. Jozef Stalin liet de club op 18 augustus 1952 ontbinden. 

## Eindstand
| Plaats | Club                      | Wed.        | W           | G           | V           | Saldo       | Ptn.        |
| ------ | ------------------------- | ----------- | ----------- | ----------- | ----------- | ----------- | ----------- |
| 1.     | Spartak Moskou            | 13          | 9           | 2           | 2           | 26:12       | 20          |
| 2.     | Dinamo Kiev               | 13          | 7           | 3           | 3           | 26:14       | 17          |
| 3.     | Dinamo Moskou             | 13          | 7           | 3           | 3           | 24:14       | 17          |
| 4.     | Dinamo Tbilisi            | 13          | 5           | 6           | 2           | 19:12       | 16          |
| 5.     | Dinamo Leningrad          | 13          | 5           | 5           | 3           | 17:17       | 15          |
| 6.     | SK Kalinin                | 13          | 5           | 4           | 4           | 19:19       | 14          |
| 7.     | Zenit Leningrad           | 13          | 6           | 2           | 5           | 20:21       | 14          |
| 8.     | Krylja Sovetov Koejbysjev | 13          | 5           | 3           | 5           | 16:14       | 13          |
| 9.     | Lokomotiv Moskou          | 13          | 5           | 2           | 6           | 19:21       | 12          |
| 10.    | Torpedo Moskou            | 13          | 3           | 6           | 4           | 11:15       | 12          |
| 11.    | VVS Moskou                | 13          | 2           | 6           | 5           | 11:14       | 10          |
| 12.    | Daugava Riga              | 13          | 2           | 5           | 6           | 10:14       | 9           |
| 13.    | Sjachtjor Stalino         | 13          | 1           | 6           | 6           | 14:26       | 8           |
| 14.    | Dinamo Minsk              | 13          | 1           | 3           | 9           | 10:29       | 5           |
| 15.    | CDSA Moskou               | Uitgesloten | Uitgesloten | Uitgesloten | Uitgesloten | Uitgesloten | Uitgesloten |

|  | Kampioen   |
|  | Degradatie |

De toenmalige namen worden weergegeven, voor clubs uit nu onafhankelijke deelrepublieken wordt de Russische schrijfwijze weergegeven zoals destijds gebruikelijk was. De vlaggen van de huidige onafhankelijke staten geven aan uit welke republiek de clubs afkomstig zijn. 

#### Topschutters
| Speler               | Speler                | Goals | Club             |
| -------------------- | --------------------- | ----- | ---------------- |
| Vlag van Sovjet-Unie | Andrej Zazrojev       | 11    | Dinamo Kiev      |
| Vlag van Sovjet-Unie | Vladimir Iljin        | 8     | Dinamo Moskou    |
| Vlag van Sovjet-Unie | Aleksej Paramonov     | 8     | Spartak Moskou   |
| Vlag van Sovjet-Unie | Avtandil Tsjkoeaseli  | 7     | Dinamo Tbilisi   |
| Vlag van Sovjet-Unie | Vladimir Bodganovitsj | 5     | Dinamo Kiev      |
| Vlag van Sovjet-Unie | Joeri Fetiskin        | 5     | SK Kalinin       |
| Vlag van Sovjet-Unie | Aleksandr Ivanov      | 5     | Zenit Leningrad  |
| Vlag van Sovjet-Unie | Aleksej Kolobov       | 5     | Dinamo Leningrad |
| Vlag van Sovjet-Unie | Vasili Fomin          | 5     | Dinamo Leningrad |
| Vlag van Sovjet-Unie | Nikita Simonjan       | 5     | Spartak Moskou   |
| Vlag van Sovjet-Unie | Vladimir Tsvetkov     | 5     | Dinamo Leningrad |

### Kampioen
| Klasse A 1952                      |
| Sovjet Unie                        |
| ---------------------------------- |
| SPARTAK MOSKOU Kampioen (4° titel) |